# Place Saint-Ferdinand
La place Saint-Ferdinand est une place située dans le quartier des Ternes du 17e arrondissement de Paris.

## Origine du nom
Elle tient son nom de sa proximité avec l'église Saint-Ferdinand-des-Ternes,.

## Historique
Ancienne place de la commune de Neuilly-sur-Seine nommée « rond-point de Ferdinanville », elle prend le nom de « place Saint-Ferdinand » le 26 février 1867 après son rattachement à la voirie parisienne.
Souvent confondue par les habitants du quartier avec le parvis de l’église Saint-Ferdinand (place Tristan-Bernard), la place Saint-Ferdinand est à mi-chemin entre cette église et l’avenue de la Grande-Armée.
Le lieu, quasi désert, s’appelle la plaine de l'Éperon jusqu'au début du XIXe siècle.
Au milieu du XIXe siècle, cette plaine, isolée du reste de Neuilly par les fortifications de Thiers, devient le centre d'un grand lotissement lancé sous le nom de « Ferdinanville ».

### La plaine de l'Éperon

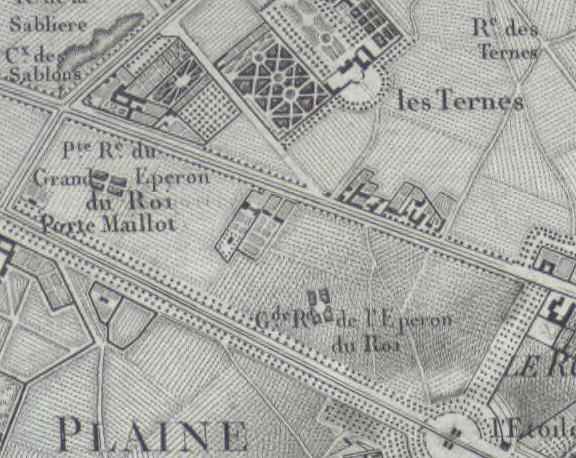
Carte des chasses royales (1764-1774).

L'espace situé entre la route du Roule et la route de Neuilly fut longtemps appelé « la plaine de l'Éperon » car il contenait les réserves de chasse nommées « la Grande Réserve de l'Éperon du roi» (près de l'Étoile) et « la Petite Réserve du grand Éperon du roi » (près de la porte Maillot), qui figurent à cet endroit sur les cartes anciennes dont la carte dite des chasses royales (1764-1774).
Cet espace figure aussi sur les plans de 1825 sous les noms « de la  Potence » et du « Carcan » qui permettent « aisément d'imaginer ce coin charmant à l'époque révolutionnaire : on était très loin de l'espace résidentiel qu'il devait devenir ».

### Ferdinanville

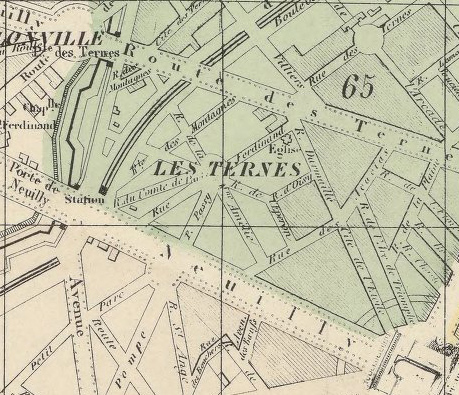
Extrait du plan de Paris illustré de 1861.

Vers la fin de la monarchie de Juillet, en 1847, peu après la mise en service de la nouvelle église des Ternes, des promoteurs entreprennent de fonder entre l'avenue des Ternes et l'avenue de la Grande-Armée un quartier nouveau qu'ils appellent Ferdinanville.
Calquée sur le modèle de Sablonville voisin, la Société d'épargne immobilière lance le lotissement de Ferdinanville. La société, qui garantit ses opérations « sans aucune chance de perte » (sic), met en vente 108 000 m2 « entre l'avenue des Ternes et l'avenue de la Grande-Armée, près de l’Étoile ». La promotion prévoit des noms de prestige pour les nouvelles rues : rue du Comte-de-Paris, rue de la Reine-Amélie, rue de l'Éperon-(du Roi).
Le rond-point de Ferdinanville (future place Saint-Ferdinand) forme le centre du nouveau quartier. Il est prévu trois rues transverses importantes : la rue Saint-Ferdinand, la rue Sainte-Marie (future rue Brunel) et la rue de l’Éperon ; il doit également en rayonner deux autres : la rue Denis-Poisson et la rue du Débarcadère.
Le prospectus vantant les mérites de cette opération ne manque pas d'arguments pour parvenir à appâter le client, allant jusqu'à envisager la possibilité de décupler le capital investi en quelques années.

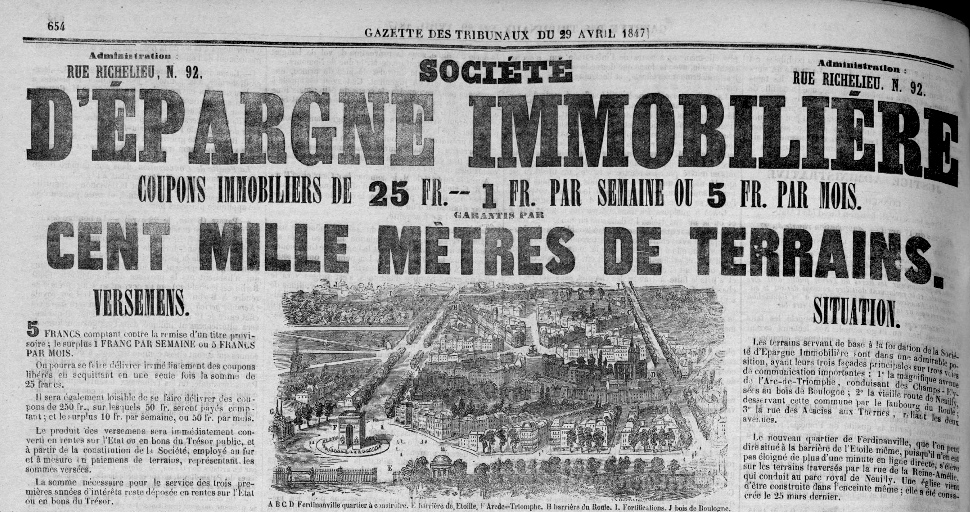

Malgré toutes ces qualités, la construction démarre difficilement, les lots ayant du mal à trouver preneurs, la crise économique freinant les investisseurs.
Globalement, cette opération est un fiasco. Ce n'est qu'après plusieurs années de chantiers que le projet connaît le succès, bien des années plus tard.
Alphonse Daudet décrit sa visite au 36, rue Saint-Ferdinand dans Le Nabab, roman paru en 1877, et il relate l'état de ce quartier, ancien faubourg populaire en friches, les terrains vagues, les maisons basses délabrées entourées de quelques immeubles plus hauts et non terminés.
La rue de l’Éperon figure sur les plans, mais n'a jamais été réalisée. Une partie des terrains est cédée à des entrepreneurs comme les 10 000 m2 du dépôt de la Compagnie parisienne de voitures l’Urbaine puis plus tard aux premiers constructeurs de cycles et d'automobiles qui s’établissent dans le quartier. De nombreux immeubles du quartier ne datent que du début du XXe siècle.

## Bâtiments remarquables et lieux de mémoire

### Statue de Léon Serpollet

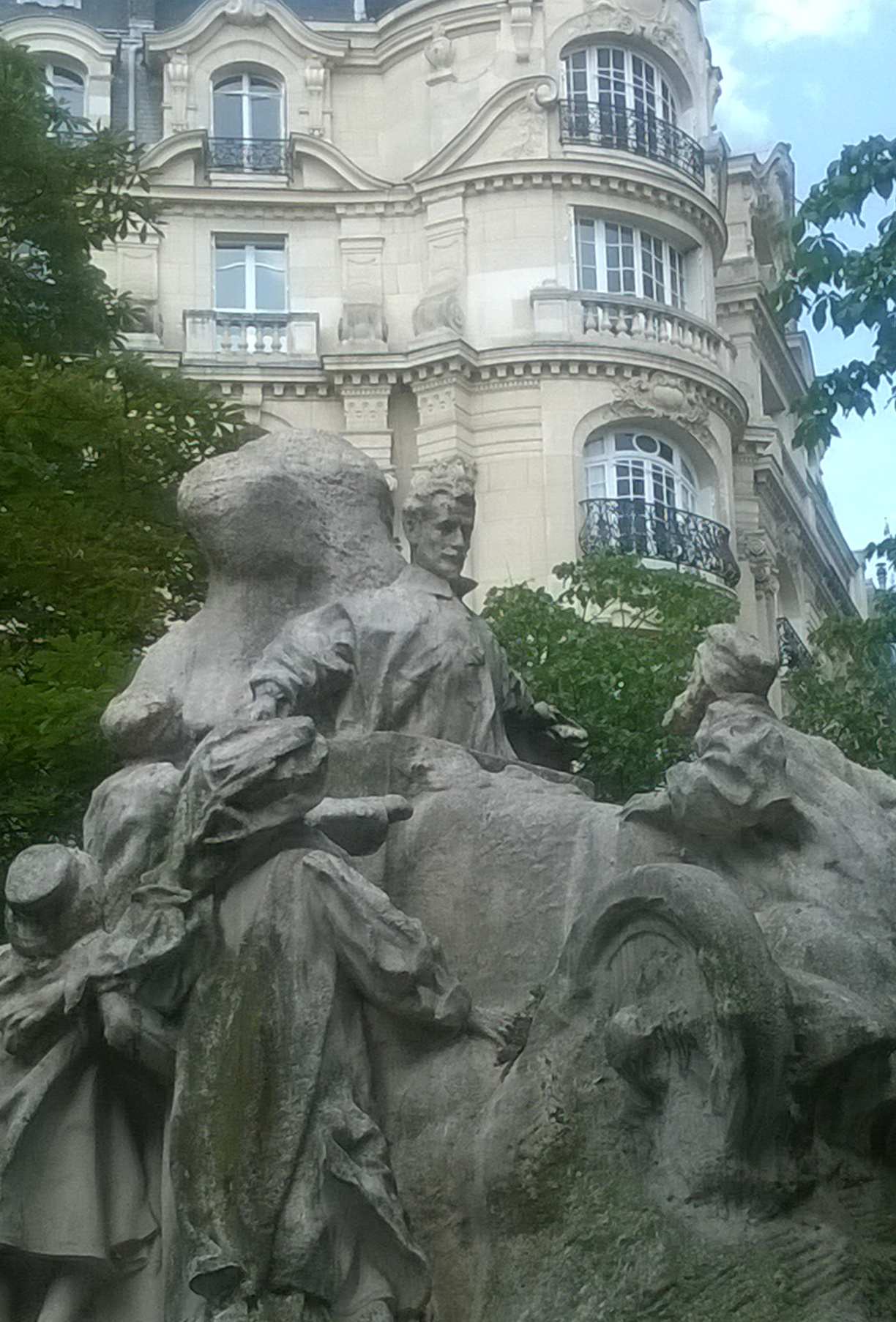
Statue de Léon Serpollet par Jean Boucher.

On devait élever sur cette place le monument à la mémoire des francs-tireurs des Ternes, réalisé par Jules Jouant. Il est finalement érigé devant l’église (place Tristan-Bernard) et sera refondu en 1942.
En 1911, on érige au milieu de la place la statue monumentale et curieuse de Léon Serpollet, génial inventeur né en 1858 et constructeur de la première automobile « industrielle » mue par la force de la vapeur d'eau grâce à une chaudière à « vaporisation instantanée », présentée à l'Exposition universelle de 1889.
Offerte à la ville par l'Automobile-Club de France et le Touring-Club de France, sculptée par Jean Boucher, la statue montre Léon Serpollet, debout dans la voiture dont on aperçoit les roues environnées de vapeur, et qui reçoit les hommages d'admiratrices et d'un piéton imprudent, prêt à succomber sous la poussée de l'engin.
La présence de ce monument dans le quartier des Ternes rappelle la vocation automobile de cette partie du 17e arrondissement de Paris.
Un square Léon-Serpollet est créé en 1991 à la place de son atelier dans le 18e arrondissement de Paris.